# Emir Dilaver
Emir Dilaver (ur. 7 maja 1991 w Tomislavgradzie) – austriacki piłkarz bośniackiego pochodzenia występujący na pozycji obrońcy w chorwackim klubie HNK Rijeka.

## Kariera klubowa
Wychowanek SC Red Star Penzing, w swojej karierze grał także w takich zespołach jak Austria Wiedeń, SV Wienerberg, Ferencváros oraz Lech Poznań. 29 maja 2018 odszedł z Lecha Poznań do Dynama Zagrzeb na zasadzie transferu definitywnego. Z chorwackim klubem podpisał czteroletni kontrakt.

## Kariera reprezentacyjna
W latacg 2008–2012 występował w młodzieżowych reprezentacjach Austrii w kategorii U-18, U-19, U-20 oraz U-21.

## Sukcesy
Austria Wiedeń
- mistrzostwo Austrii: 2012/13

Ferencvárosi TC
- mistrzostwo Węgier: 2015/16
- Puchar Węgier: 2014/15, 2015/16, 2016/17
- Puchar Ligi: 2014/15

Dinamo Zagrzeb
- mistrzostwo Chorwacji: 2018/19